# Rana Daggubati
Ramanaidu Daggubati (pronunciado [ˈɾaː.naː daɡːu.baː.ʈi]; nacido el 14 de diciembre de 1984) conocido profesionalmente como Rana Daggubati, es un actor, productor de cine y personalidad televisiva indio que trabaja principalmente en el cine telugu, además de en películas tamiles e hindi. Ha recibido varios galardones, entre ellos un Premio Nacional de Cine, dos Premios Nandi, seis Premios SIIMA y tres Premios Filmfare Sur.
Debutó como actor con Leader (2010), por la que ganó el Premio Filmfare al Mejor Debut Masculino. Más tarde protagonizó la película hindi Dum Maaro Dum (2011), junto a Bipasha Basu, donde recibió críticas positivas por su interpretación y ganó el Premio Zee Cine al Mejor Debut Masculino. En 2012, Rana adquirió notoriedad al protagonizar la exitosa película telugu Krishnam Vande Jagadgurum. En 2015, interpretó un notable papel secundario en la exitosa película hindi Baby (2015). Más tarde interpretó a Bhallaladeva, el principal antagonista de la película telugu Baahubali: The Beginning (2015), que registró la segunda mayor recaudación de una película india. A continuación, interpretó un papel secundario en la película tamil Bangalore Naatkal (2016). Más tarde, en 2017, Rana retomó su papel de Bhallaladeva en Baahubali 2: La conclusión, que se convirtió en la película india más taquillera de todos los tiempos. También ha protagonizado simultáneamente películas de éxito como Rudramadevi (2015), Ghazi (2017) y Nene Raju Nene Mantri (2017).
Como productor de efectos visuales, Rana ganó el Premio Estatal Nandi a los Mejores Efectos Especiales en 2006 por la película telugu Sainikudu. En 2006, recibió el Premio Nacional de Cine por coproducir Bommalata. Rana es también una personalidad televisiva consolidada, presentador de programas de premios como el IIFA Utsavam, los South Indian International Movie Awards. También presenta su propio programa de entrevistas con famosos, No. 1 Yaari. Además de su carrera en el cine, Rana ha invertido en empresas que van desde un programa acelerador de negocios para nuevas empresas tecnológicas hasta una agencia de entretenimiento y una empresa de cómics.
Daggubati se convirtió en miembro de la junta directiva de la Academia de la Imagen en Movimiento de Bombay. Rana es descrito como uno de los pocos actores de la India capaces de lograr un atractivo panindio, habiendo asumido una gran variedad de papeles, desde protagonistas a personajes secundarios, en diferentes idiomas.

## Primeros años y familia
Ramanaidu Daggubati nació el 14 de diciembre de 1984 en el seno de una familia telugu del productor de cine D. Suresh Babu en Madrás (actual Chennai), Tamil Nadu Recibió el nombre de su abuelo paterno y magnate del cine D. Ramanaidu Miembro de la familia Daggubati-Akkineni, su tío paterno Venkatesh y su primo Naga Chaitanya también son actores. Rana reveló en 2016 que es ciego del ojo derecho y que el izquierdo es un trasplante. La operación se realizó en el Hospital L. V. Prasad de Hyderabad. Cuando tenía 14 años se le practicó otra operación en el ojo derecho, pero no tuvo éxito.
Rana cursó sus primeros estudios en Chennai, en el Chettinad Vidyashram. Más tarde se trasladó a Hyderabad, Telangana, donde estudió en el instituto Nalanda Vidya Bhavan y en el Hyderabad Public School, Begumpet. En la Hyderabad Public School, fue compañero de clase de Ram Charan, Sharwanand, Nikhil Siddharth y Nag Ashwin. Mary's College, Hyderabad. Rana es licenciado en Fotografía Industrial. Vive con su familia en Film Nagar[10], Hyderabad. También posee un piso en Bombay.

## Carrera como actor

### 2010-2012: Debut
La primera película de Rana como actor en Telugu fue Leader (2010), dirigida por Shekhar Kammula. Sigue siendo una de sus películas más taquilleras. En ella, interpreta el papel de un aspirante a ministro principal de Andhra Pradesh. Se estrenó con muy buenas críticas y su actuación recibió muchos elogios. Un crítico de The Times of India declaró: "RaNa, otra estrella de su estirpe, se estrena en la taquilla con una inspiradora saga política, muy lejos de las películas cargadas de fórmulas con las que suelen empezar los de su clase, incluido su tío y estrella Venkatesh" Su actuación en la película le valió dos premios: el Filmfare al Mejor Debut Masculino del Sur y el CineMAA al Mejor Debut Masculino. Rana debutó en hindi con la película Dum Maaro Dum, estrenada el 22 de abril de 2011, junto a Bipasha Basu y Abhishek Bachchan, donde recibió críticas positivas por su interpretación y ganó el premio Zee Cine al mejor debut masculino.The Times of India la calificó de "elegante debut" Taran Adarsh comentó que "Gran parte de la alegría proviene de ver a Rana Daggubati infundir credibilidad a su personaje. Es muy agradable a la vista y tiene una gran naturalidad a la hora de actuar" Ganó el Premio Zee Cine al Mejor Debut Masculino por su interpretación en la película.

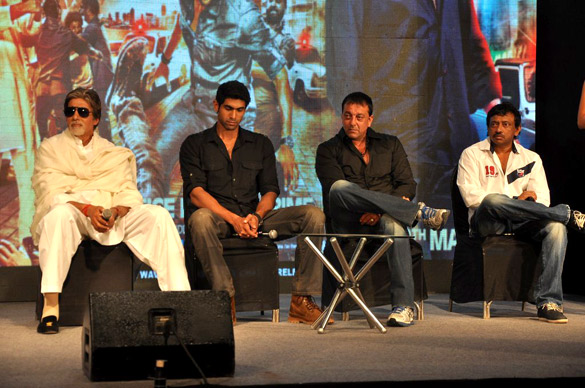
Daggubati en un acto promocional de Department en 2012, junto a Amitabh Bachchan, Sanjay Dutt y Ram Gopal Varma.

En su siguiente película telugu, Nenu Naa Rakshasi (2011), interpretó a un asesino profesional, Abhimanyu, junto a Ileana D'Cruz, bajo la dirección de Puri Jagannadh Fue una bomba de taquilla Un crítico de NDTV escribió que "el intento de Rana de demostrar su valía como héroe comercial no ha cuajado y debería esperar a otra oportunidad.".
Rana tuvo tres estrenos en 2012. Su primer estreno del año fue la película de acción romántica Naa Ishtam. News 18 la calificó como la primera "película comercial de larga duración" de Rana. Radhika Rajamani, de Rediff.com, en su crítica de la película, elogió la actuación de Rana pero criticó el guion. Su siguiente película fue Department, dirigida por Ram Gopal Varma, junto a Amitabh Bachchan y Sanjay Dutt. La película recibió una acogida desigual por parte de la crítica y fue declarada una bomba de taquilla. Su último estreno del año fue Krishnam Vande Jagadgurum, dirigida por Krish, que se convirtió en un éxito de taquilla y también recibió elogios de la crítica. Interpreta el papel de un artista de teatro que más tarde conoce a Devika (Nayanthara). una informadora del CBI, y se venga de Redappa/Chakravarthy (Murali Sharma/Milind Gunaji). Un crítico calificó su actuación de "brillante" y "encomiable". Karthik Pasupulate de The Times of India consideró que, su actuación en la película es su mejor hasta la fecha y es un par de muescas por encima de todo lo que ha hecho hasta la fecha. En julio de 2012, Rana firmó hacer una "aparición especial" en la película Arrambam, que su debut en el cine tamil.

### 2013-2017: Baahubali y más allá
El año 2013 fue uno de los más ajetreados de su carrera. Rana hizo cameos en tres películas: Something Something de Sundar C, Yeh Jawaani Hai Deewani de Ayan Mukerji y Arrambam de Vishnuvardhan, siendo esta última su debut en el cine tamil. El mismo año, se unió a dos producciones de gran presupuesto, Rudhramadevi, de Gunasekhar, y Baahubali: The Beginning, de S. S. Rajamouli, en la que es el antagonista principal Ambas películas se estrenaron en 2015. Rana no tuvo ningún estreno en 2014.
En 2015, protagonizó la película hindi Baby, junto a Akshay Kumar y Taapsee Pannu. Rana interpretó a Bhallaladeva, el primo de Baahubali (Prabhas), en la película de 2015 Baahubali: The Beginning, que forma parte de la franquicia Baahubali. Su personaje se hizo muy popular y recibió un reconocimiento sin precedentes por parte de la crítica Rana se inspiró en Daniel Day-Lewis para interpretar al personaje Describió la película como "definitoria para su carrera" Baahubali: The Beginning se estrenó en todo el mundo en julio de 2015 y fue la película más taquillera de la India en el momento de su estreno. Con un presupuesto de producción de 180 millones de rupias, la película recaudó en todo el mundo 650 millones de rupias y le valió varios premios, entre ellos el Nandi al mejor villano y el SIIMA al mejor actor en un papel negativo (telugu). La película inició un nuevo movimiento cinematográfico llamado Pan-India films. A continuación apareció en la película Rudhramadevi, una película de acción biográfica en 3D basada en la vida de Rudrama Devi, en la que interpretó el papel de Chalukya Veerabhadra. Aunque la película no funcionó bien en taquilla, recibió críticas mixtas de los críticos. Pranita Jonnalagedda consideró que su personaje en la película estaba "infrautilizado". Ese mismo año, apareció como él mismo en un cameo en Dongaata (telugu), Size Zero (telugu) e Inji Iduppazhagi (tamil).

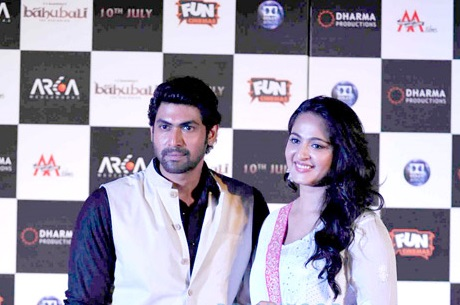
Daggubati, junto a Anushka Shetty, en la presentación del tráiler de Baahubali: The Beginning

Al año siguiente, formó parte del reparto de la película tamil Bangalore Naatkal, un remake de la película malayalam de 2014 Bangalore Days. En 2017, protagonizó la primera película bilingüe telugu-hindi basada en un submarino, Ghazi. La trama de la película se basa en el misterioso hundimiento del PNS Ghazi durante la guerra indo-pakistaní de 1971, en la que interpretó al capitán de corbeta Arjun Varma. Rodó durante 18 días en un plató submarino especialmente construido para la ocasión Gautaman Bhaskaran, del Hindustan Times, escribió que "Daggubati está maravillosamente contenido, un cambio total con respecto al tipo de papeles que ha interpretado hasta ahora" Otros críticos también elogiaron su actuación en la película.
Rana volvió a interpretar su papel en la segunda parte de la serie de películas de la franquicia Baahubali, Baahubali 2: The Conclusion. La película inició el club de los 1000 millones de rupias en el cine indio. Actualmente es la segunda película india más taquillera y la 39.ª película más taquillera de 2017, con una recaudación de ₹1.810 millones de rupias. Pasó un total de 250 días rodando las dos películas de la serie a lo largo de cinco años. Su interpretación de Bhallaladeva fue muy elogiada, y los críticos la calificaron de "estupenda", "villano intrigante" Un crítico de News18 afirmó que "ha causado un impacto indeleble en los espectadores" Ganó dos premios importantes, el Premio Filmfare al Mejor Actor Secundario - Telugu y el Premio SIIMA al Mejor Actor en un Papel Negativo (Telugu). A continuación hizo una película telugu, Nene Raju Nene Mantri, en la que interpreta a un político con tonos grises, junto a Kajal Aggarwal. En una entrevista concedida a Gulf News, el director Teja declaró: "Quería que Joginder se vistiera como M. G. Ramachandran y he incluido algunos rasgos de MGR en la vida de Joginder". Esta película recibió críticas dispares, pero la actuación y la presencia en pantalla de Rana fueron elogiadas. Hemanth Kumar, escribiendo para Firstpost, calificó su actuación de "estupenda" y añadió que "es una actuación que no olvidaremos pronto".
A continuación, Rana comenzó a rodar la película bilingüe telugu-tamil 1945. Sin embargo, en septiembre de 2019, la calificó de "película inacabada", al tiempo que añadió que: "el productor incumplió con el dinero" También firmó la película mitológica Hiranyakashyapa dirigida por Gunasekhar, en 2017. Con un presupuesto de producción estimado en 180 millones de rupias, la película cuenta con Rana en el papel principal de Hiranyakashipu, aunque a partir de octubre de 2020, la película quedó temporalmente aparcada debido a la pandemia de COVID-19. Anunció su próxima película Kaadan (en tamil; Aranya en telugu; Haathi Mere Saathi en hindi) el 14 de diciembre de 2017, dirigida por Prabhu Solomon.

### 2018-presente: Papeles experimentales

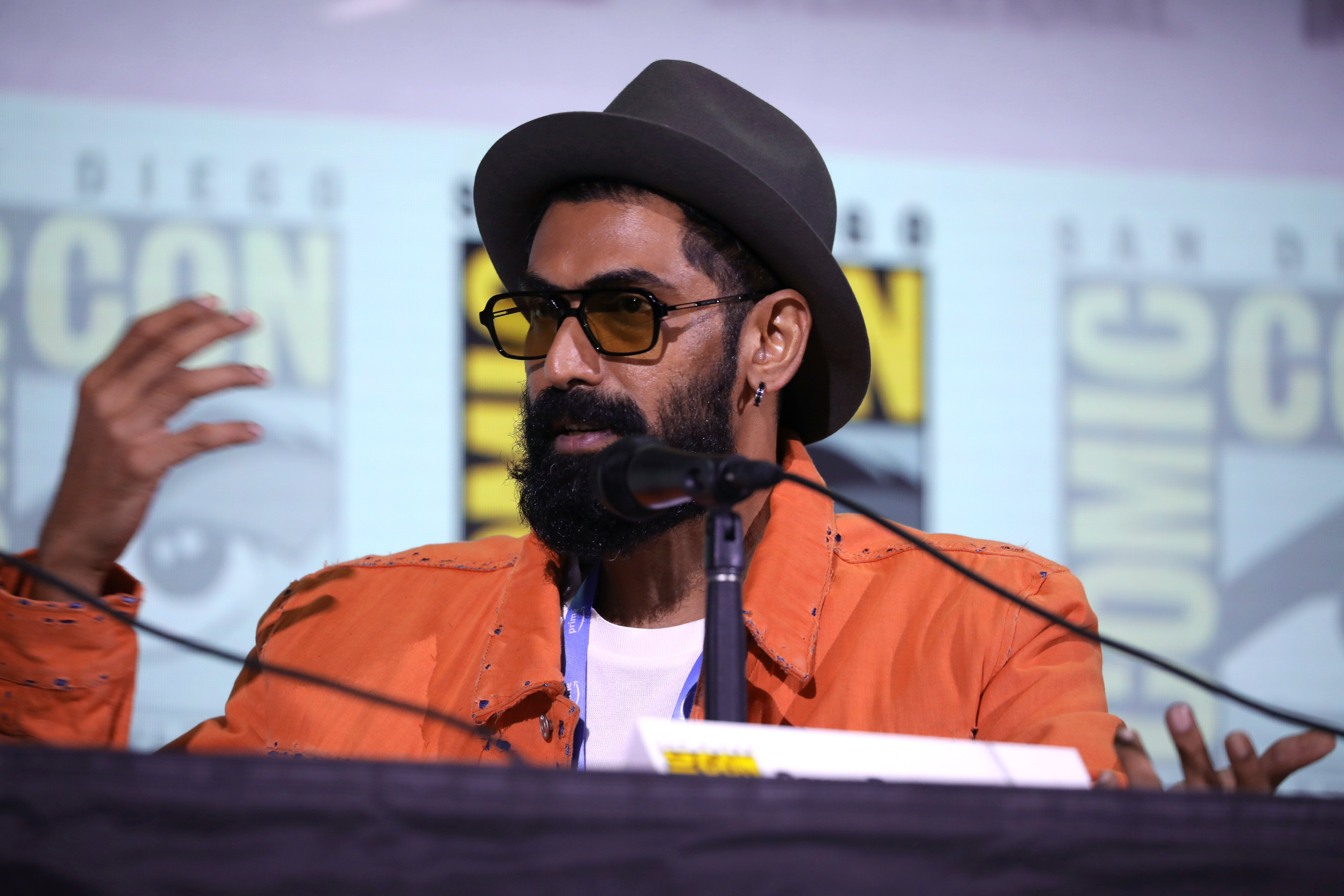
Rana Daggubati en la Comic-Con de San Diego 2023

En 2018, hizo un cameo en la película cómica hindi Welcome to New York En marzo de 2018, se unió a la producción de la serie de películas biográficas en dos partes N. T. Rama Rao Interpretó el papel del ministro jefe de Andhra Pradesh N. Chandrababu Naidu en dos películas - NTR: Kathanayakudu y NTR: Mahanayakudu, que se estrenaron en enero de 2019 y febrero de 2019. Ambas películas fueron fracasos comerciales y recibieron críticas mixtas de los críticos. Luego apareció en un doble papel en la película hindi Housefull 4 e hizo una aparición en la canción "Naan Pizhaippeno" de la película tamil Enai Noki Paayum Thota.
La esperada película de Rana, Kaadan (en tamil; Aranya en telugu), se estrenó en marzo de 2021, después de reprogramar dos veces su fecha de estreno. Debido a la pandemia de COVID-19 en la India, también se pospuso el estreno de la versión en hindi de Haathi Mere Saathi. Sin embargo, las versiones en tamil y telugu se estrenaron según lo previsto. Rana adelgazó 30 kilos para lucir delgado para su papel en la película Haricharan Pudipeddi, de Hindustan Times, valoró la actuación de Rana, calificándola de "una de las mejores hasta la fecha" The Hans India calificó su actuación de "excepcional".
Rana tenía dos estrenos de cine en 2022, el thriller de acción Bheemla Nayak y el drama de acción de época Virata Parvam. Comenzó a rodar para el Bheemla Nayak, coprotagonizada por Pawan Kalyan en enero de 2021. Rana fue visto más recientemente coprotagonizando la serie de Netflix Rana Naidu junto a su tío Venkatesh. Se trata de una adaptación oficial de la serie policíaca estadounidense Ray Donovan.

## Producción
Antes de debutar como actor en 2010, fundó su propia productora, Spirit Media, que realizó la película de animación ganadora del Premio Nacional de Cine, Bommalata (2004). También es socio de la productora de su familia, Ramanaidu Studios y ha invertido en muchas otras empresas.

## Empresas y otros trabajos
Cinco años antes de convertirse en actor, en 2005, Rana entró en el negocio de los efectos visuales con Spirit Media. La empresa se especializó en animación y VFX, y trabajó en más de 70 películas.
Además de películas, también protagonizó una serie web llamada Social. Desde 2017, Rana es el presentador del programa de entrevistas de la televisión telugu N.º 1 Yaari. El programa ha completado cuatro temporadas en un lapso de cinco años, acogiendo a celebridades como Vijay Deverakonda, S.S. Rajamouli, Nani, Kajal Aggarwal, Naga Chaitanya, Tamannaah, Rakul Preet Singh, Ram Pothineni, Navdeep, Nikhil Siddharth, y otros. También dobló para el personaje Thanos en la versión doblada Telugu de Avengers: Infinity War.
En 2018, entró en una empresa conjunta con Kwan Entertainment and Marketing Solutions. Establecida como una agencia de estilo de estudio, las divisiones de Kwan South incluyen gestión de talentos, casting, actuaciones y apariciones en vivo, empaquetado de películas, apoyo a la producción- TV y Comerciales, asociaciones de marca- endosos, asociaciones digitales y cinematográficas. Se expandió con una oficina en Chennai.
Tras la aventura empresarial, ese mismo año se asoció con Anthill Ventures, una plataforma de inversión y escalado para startups en fase inicial de crecimiento, para poner en marcha Anthill Studio. Anthill Studio es un programa de aceleración empresarial centrado en startups tecnológicas de medios de comunicación y entretenimiento. El estudio apoya y asesora a startups disruptivas en tecnologías de vanguardia como inteligencia artificial (IA), realidad aumentada y realidad virtual (AR/VR), blockchain, efectos visuales (VFX), renderizado en la nube, aprendizaje automático (ML), internet de las cosas (IoT) y big data y analítica.
En 2019, compró una participación en una de las principales empresas de cómics de la India, Amar Chitra Katha, y se convirtió en director de la empresa, respaldada por Future Group. En marzo de 2019, abrió un centro de aprendizaje de arte y diseño, habilidades para la vida, artes escénicas y ciencia y ética védicas en Hyderabad. Ese mismo año, adquirió la copropiedad de Hyderabad FC, un club de fútbol profesional con sede en Hyderabad. El club compite en la Superliga india. Tras adquirir la propiedad, Rana declaró: "Hyderabad tiene un gran legado con el deporte. Este equipo, por tanto, es una oportunidad para reavivar ese legado".
Rana lanzó su propio canal de YouTube SouthBay.Live el 15 de noviembre de 2020. Al parecer, el canal emite diversos contenidos, como podcasts, programas de ficción y no ficción sin guion, chats en directo, música, animación, etc.
En 2022, Rana lanzó una plataforma de aseo masculino llamada DCRAF en asociación con Roposo. DCRAF forma parte de la iniciativa digital Glance de Roposo.

## Vida personal e imagen pública

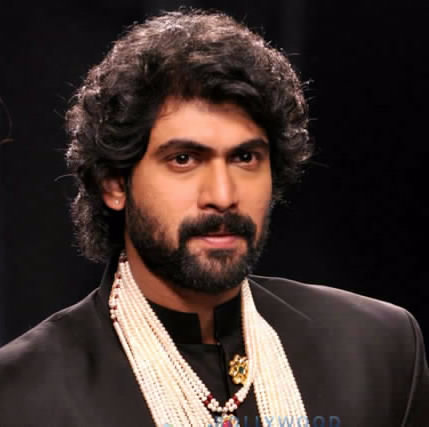
Daggubati en la IIJW 2013

Rana se comprometió con su novia, Miheeka Bajaj, fundadora de Dew Drop Design Studio, el 20 de mayo de 2020 en los Estudios Ramanaidu Se casaron el 8 de agosto de 2020 en los Estudios Ramanaidu No es vegetariano.
Rana ha aparecido en la lista Celebrity 100 de Forbes India en 2017 en el puesto 36. Fue clasificado vigésimo en la lista de los 50 hombres más deseados del Times para el año 2011, décimo en 2012, decimotercero en 2013, decimoséptimo en 2014, undécimo en 2015, vigésimo cuarto en 2016, séptimo en 2017, decimonoveno en 2018, decimotercero en 2019 y vigésimo octavo en 2020. En el año 2011, fue elegido "El recién llegado más prometedor de 2011" por la misma encuesta. Ocupó el puesto veintinueve en la lista de "Los hombres asiáticos más sexys" de Eastern Eye, en 2015. En 2011, apareció en la lista de los hombres mejor vestidos de GQ India. Fue la undécima celebridad más buscada en 2017, en Google Search.
Rana ha firmado un contrato de patrocinio con Ubon en 2020 y con CEAT en 2021. Además, ha sido el embajador de marca de Telugu Titans en la Pro Kabaddi League. El 1 de junio de 2021, Sony Pictures Networks India ha lanzado el canal de deportes Sony Ten 4, para el que Rana fue fichado como embajador de marca y promotor.